# Aktaş (Name)
Aktaş (türkisch: „weißer Stein“, gebildet aus den Elementen ak und taş) ist ein türkischer männlicher Vorname und Familienname.

## Namensträger

### Familienname
- Abdi Aktaş (* 1975), türkischer Fußballspieler
- Aksel Aktaş (* 1999), französisch-türkischer Fußballspieler
- Bahriye Aktaş (* 1975), deutsche Gynäkologin und Hochschullehrerin
- Deniz Can Aktaş (* 1993), türkischer Schauspieler
- Emre Aktaş (* 1986), türkischer Fußballspieler
- Faruk Aktaş (* 1956), türkischer Fußballspieler
- Furkan Aktaş (* 1998), türkischer Hürdenläufer
- Gülşen Aktaş (* 1957), türkische Lehrerin und Politologin
- Hüseyin Aktaş (1941–2012), türkischer Leichtathlet
- Kubilay Aktaş (* 1995), französisch-türkischer Fußballspieler
- Mehmet Aktaş (* 1966), türkischer Dokumentarfilmer und Journalist
- Metin Aktaş (* 1977), türkischer Fußballtorhüter
- Nilsu Berfin Aktaş (* 1998), türkische Schauspielerin
- Orhan Aktaş (* 1994), türkischer Fußballspieler
- Serap Aktaş (* 1971), türkische Leichtathletin
- Serenay Aktaş (* 1993), türkische Fußballspielerin und Schauspielerin
- Timotheos Samuel Aktaş (* 1945), syrisch-orthodoxer Erzbischof und Metropolit
- Uğur Aktaş (Fußballspieler) (* 1990), türkischer Fußballspieler
- Uğur Aktaş (Karateka) (* 1995), türkischer Karateka